# New Democratic Party
The New Democratic Party (fransk: Nouveau Parti démocratique), forkortet NDP, er et socialdemokratisk politisk parti i Canada. Partiet blev dannet i 1961 og udsprang af bl.a. the Co-operative Commonwealth Federation. Fra 2005 til hans død i 2011 var Jack Layton partiets leder. 
NDP har været repræsenteret i Canadas parlament siden grundlæggelsen, men har aldrig dannet regering. Det stiller op til parlamentsvalgene i alle Canadas provinser på nær Quebec, og desuden også til valg i territoriet Yukon. Partiet har mandater i langt de fleste provinsparlamenter og har siden 1999 dannet regering i Manitoba og siden 2009 i Nova Scotia. Tidligere har NDP dannet regering i British Columbia, Ontario, Saskatchewan, og Yukon. Partiets afdeling i Quebec brød i 1990 ud af partiet og indgår i dag i Québec solidaire. 
NDP's rødder findes i fagbevægelsen, men det har i dag også tilknytning til miljøbevægelsen. Historisk har det også haft en tilknytning til the United Church of Canada. Politisk har partiet arbejdet for miljøbeskyttelse, bekæmpelse af fattigdom, samt en ændring af landets valgsystem, således at fordelingen af mandater sker proportionelt med stemmeandelen. En af grundene til at partiet vil ændre systemet er at det har været den store taber hidtil. Det canadiske valgsystem bygger på flertalsvalg i enkeltmandskredse og minder således om Storbritannien og USA's. 